# Ruslan Hončarov
Ruslan Mykolajovyč Hončarov (in ucraino Руслан Миколайович Гончаров?, in russo Руслан Николаевич Гончаров?, Ruslan Nikolaevič Gončarov; Odessa, 20 gennaio 1973) è un ex danzatore su ghiaccio ucraino.

## Palmarès
Con Olena Hrušyna per l'Ucraina
| Risultati | Risultati      | Risultati      | Risultati      | Risultati      | Risultati      | Risultati      | Risultati      | Risultati      | Risultati      | Risultati      | Risultati      | Risultati      | Risultati      | Risultati      |
| Internazionali | Internazionali | Internazionali | Internazionali | Internazionali | Internazionali | Internazionali | Internazionali | Internazionali | Internazionali | Internazionali | Internazionali | Internazionali | Internazionali | Internazionali |
| Evento | 1992–93        | 1993–94        | 1994–95        | 1995–96        | 1996–97        | 1997–98        | 1998–99        | 1999–00        | 2000–01        | 2001–02        | 2002–03        | 2003–04        | 2004–05        | 2005–06        |
| --- | -------------- | -------------- | -------------- | -------------- | -------------- | -------------- | -------------- | -------------- | -------------- | -------------- | -------------- | -------------- | -------------- | -------------- |
| Giochi olimpici invernali                                                                                         |                |                |                |                |                | 15°            |                |                |                | 9°             |                |                |                | 3°             |
| Campionati mondiali                                                                                               |                | 18°            | 22°            | 19°            |                | 13°            | 8°             | 7°             | 8°             | 6°             | 5°             | 4°             | 3°             |                |
| Campionati europei                                                                                                |                |                | 14°            | 13°            | 13°            |                | 7°             | 8°             | 7°             | 8°             | 4°             | 3°             | 2°             | 2°             |
| GP Finale |                |                |                |                |                |                |                |                |                |                | 4°             | 4°             |                | 2°             |
| GP Cup of China                                                                                                   |                |                |                |                |                |                |                |                |                |                |                | 2°             |                |                |
| GP Cup of Russia                                                                                                  |                |                |                |                | 9°             |                |                |                |                | 3°             |                |                | 2°             |                |
| GP Lalique/Bompard                                                                                                |                |                |                |                |                |                |                |                |                |                | 1°             |                |                | 1°             |
| GP Nations/Sparkassen                                                                                             |                |                |                |                | 10°            |                | 4°             |                |                |                |                |                |                |                |
| GP NHK Trophy |                |                |                |                |                |                |                | 4°             | 4°             | 5°             |                | 2°             |                |                |
| GP Skate America                                                                                                  |                |                |                | 8°             |                |                |                |                |                |                | 1°             | 2°             |                |                |
| GP Skate Canada                                                                                                   |                |                |                |                |                |                | 4°             | 2°             | 4°             |                | 1°             |                |                | 2°             |
| Goodwill Games |                |                | 4°             |                |                |                | 3°             |                |                |                |                |                |                |                |
| Karl Schäfer | 3°             |                |                |                |                |                |                |                |                |                |                |                |                |                |
| Nebelhorn Trophy                                                                                                  |                |                | 2°             |                |                |                |                |                |                |                |                |                |                |                |
| Skate Israel |                |                |                | 2°             |                |                |                |                |                |                |                |                |                |                |
| Universiadi |                |                |                |                |                |                |                |                | 1°             |                |                |                |                |                |
| Centennial On Ice                                                                                                 |                |                |                | 9°             |                |                |                |                |                |                |                |                |                |                |
| Polish FSA Trophy                                                                                                 |                |                |                |                | 1°             |                |                |                |                |                |                |                |                |                |
| Nazionali |                |                |                |                |                |                |                |                |                |                |                |                |                |                |
| Campionati ucraini                                                                                                | 2°             | 3°             | 2°             | 3°             | 2°             | 2°             | 1°             |                |                | 1°             |                | 1°             | 1°             | 1°             |
| GP = inseriti nel circuito Champions Series nella stagione 1995–96, rinominato Grand Prix nella stagione 1998–99. |                |                |                |                |                |                |                |                |                |                |                |                |                |                |

Con Hrušyna per l'Unione Sovietica
| Evento              | 1991–92 |
| ------------------- | ------- |
| Campionati mondiali | 4°      |